# Alimentació espacial
Es coneix per alimentació espacial el conjunt de productes alimentaris que es subministren a la tripulació d'una missió a l'espai, els quals provenen de la Terra i tenen un gran impacte sobre la salut dels consumidors degut a ser la única font d'alimentació possible.

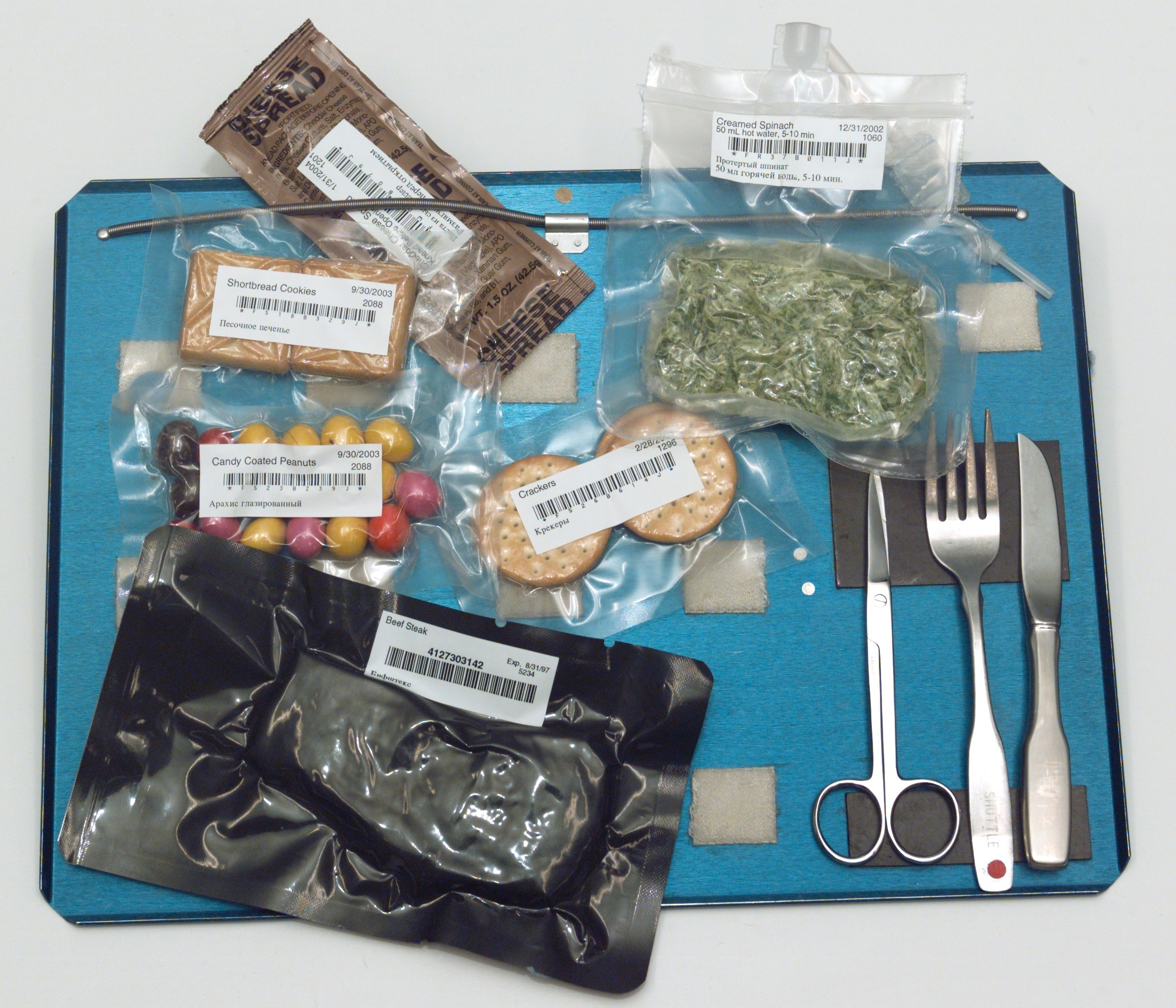
Bossa de menjar de la Estació Espacial Internacional. Hi trobem: formatge cheddar, cacauets recoberts de carmel, un bistec, crema d'espinacs, galetes dolces, galetes salades i coberts.

El menjar de la tripulació d'una missió espacial està planificat per complir amb l'aportació nutricional que els astronautes necessiten, garantir que la tripulació pugui exercitar-se i contrarestar els efectes de l'ambient espacial sobre el cos humà. A més, aquest menjar subministrat a l'espai ha de resultar plaent en el seu consum.
Com que, fruit de la ingravidesa, arriba més sang al cap, molts astronautes perden lleugerament el sentit del gust i per això prefereixen aliments picants o molt especiats durant les primeres setmanes de la missió.
En conseqüència del prèviament exposat, el disseny dels "menús" de les missions espacials tripulades ha d'assegurar una bona varietat de productes així com un bon aspecte i gust dels mateixos. Per tal d'empaquetar àpats atractius per a la tripulació, els membres de l'Estació Espacial Internacional tenen la possibilitat de dissenyar els seus propis menús sempre i quan aquests compleixin amb els seus requeriments nutricionals.
El menjar consumit a les missions espacials no difereix gaire del menjar consumit a la terra en quant a ingredients. Així i tot, sí que és diferent en quant al format, l'empaquetatge i les formes de conservar i consumir. Avui dia, els aliments subministrats a l'espai es separen en aliments rehidratables, aliments termoestabilitzats, aliments d'humitat intermèdia, aliments irradiats, aliments frescos, aliments amb la seva forma natural i condiments. De cara a una possible colonització de Mart, es planteja també la congelació del menjar malgrat la reducció del contingut vitamínic que això comportaria.
En un vol espacial, que recordem que es troba en condicions d'ingravidesa, el disseny de l'embalatge està assegurat que els aliments, i sobretot les begudes, puguin ser ingerits per la boca. Això s'aconsegueix tot conservant el menjar en tubs d'alumini, en cubs o liofilitzant-lo.
Actualment, dins de la llista de productes subministrats durant les missions espacials s'hi poden trobar verdures i postres congelades, fruites, productes làctics, còctel de gambes, pollastre amb blat de moro i mongetes negres, pastís de púding de xocolata, xili vegetarià, pollastre agredolç o maduixes liofilitzades.

## Història de l'alimentació a l'espai

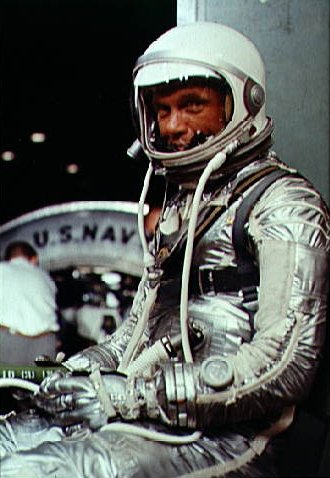
L'astronauta John Glenn, astronauta del programa Mercury, vestit amb el vestit a pressió de la corresponent missió.

L'alimentació espacial ha tingut un fort progrés des dels seus inicis els anys 60 fins a l'actualitat. Tant, que s'ha passat de menjar en forma de cubs i pastes en tubs a menjar similar al que avui dia es pren a la Terra, l'única diferència consistiria en el mode de conservació i la forma de consumir aquests productes. Gran part d'aquest progrés ha vingut donat pels canvis de disseny de les naus espacials, els quals en milloraven l'habitabilitat. Malgrat tot, la investigació està dirigida a augmentar la vida estable dels productes que formaran part de l'alimentació de missions de llarga durada, com les hipotètiques missions tripulades a Mart on no es podria fer servir el sistema alimentari que s'utilitza avui en dia.
Les complicacions que pot comportar un augment de la vida estable dels productes, però, es troben relacionats amb els requisits nutricionals, la varietat necessària i els mètodes de conservació. De fet, i fent referència als requisits nutricionals de les missions espacials, els últims 40 anys han estat molt importants en l'augment del coneixement sobre els canvis fisiològics que pateix un cos humà en les condicions de les mencionades missions, bàsicament degut a la ingravidesa.
La primera persona en menjar a l'espai va ser Guérman Titov, un astronauta soviètic. Ho va fer l'agost del 1961, un any abans que John Glenn, astronauta estatunidenc. John Glenn era un dels set primers astronautes del programa Mercury (1961 - 1963), el primer programa espacial tripulat dels Estats Units d'Amèrica.
Glenn va qualificar la seva alimentació durant la missió com a "limitada". Aquesta alimentació consistia en compota de poma, carn amb salsa i verdures emmagatzemats en tubs d'alumini, pel que s'havien de consumir sense estris de cuina. El disseny dels tubs estava pensat per evitar fuites que poguessin contaminar la cabina, però presentava dificultats a l'hora d'obrir aquests contenidors i es va seguir utilitzant durant les últimes missions del programa Apollo (1968 -1972).

### Mercury

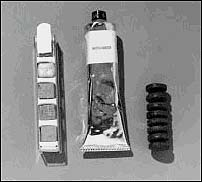
Menjar subministrat als astronautes de les missions del programa Mercury, conservat en tubs d'alumini o en cubs.

El menjar de les missions del programa Mercury estava envasat en dos modes: tubs i cubs. Aquests daus picats, tenien una mida d'aproximadament 0,5 polzades, consistien en una mescla alta en calories, proteïnes, greixos, sucres i fruita o fruits secs. Malgrat les proves de popularitat van donar resultats satisfactoris, la tripulació de la missió no els va considerar apetitosos i, en conseqüència, no es van consumir.
Les investigacions en l'àmbit alimentari que es van dur a terme mentre durava el programa Mercury estaven enfocades en aconseguir aliments nutritius, agradables i amb un alt contingut calòric. Pensant en aquests objectius, també es van subministrar aliments liofilitzats. Així i tot, les naus del programa Mercury no disposaven ni de sistemes d'emmagatzematge ni mètodes molt efectius per a la rehidratació. A més, l'ús de pols rehidratables suposava el risc d'embrutar els equips del transport espacial i que fessin contacte amb les mucoses dels tripulants.

### Gemini
Gemini (1965-1966) va consistir en un seguit de missions de llarga durada que van aportar molta informació sobre les conseqüències dels viatges espacials en quant a la fisiologia humana i les complicacions per proporcionar una bona alimentació en aquestes condicions. Problemes com la baixa gravetat, els entorns remots i la llarga durada de les missions comportava una mala nutrició. Necessitaven aliments que es poguessin ingerir sense gravetat, amb un empaquetament i tractament adequats per mantenir les propietats nutricionals i organolèptiques durant llargs períodes i que garantissin als tripulants una dieta adient. Per assolir-ho, es van descartar els tubs d'esprémer. Els daus de mida petita es van recobrir amb gelatina per evitar l'esfondrament i els aliments liofilitzats es van tancar en un recipient de plàstic especial per facilitar la reconstitució mitjançant l'addició d'aigua.
Les 10 missions del programa Gemini consistien en tripulacions de dues persones per a cada vol. Per a aquestes es va dissenyar una alimentació amb un menú diari que aportés 2500 kcal per persona, però tenien un pes i un volum restringits; pel que es va posar èmfasi en els aliments concentrats.
Els sistemes alimentaris es van mesurar en termes de densitat calòrica i es van idear mètodes per evitar la defecació dels astronautes a l'espai. El contingut de fibra bruta dels aliments de mida picada es va reduir a quantitats insignificants per millorar la densitat d'energia i en previsió que el baix contingut de fibra de la dieta reduiria la massa fecal i la freqüència de la defecació.
Els astronautes del programa Gemini tenien disponibles plats com còctel de gambes, pollastre amb verdures, flam de mantega i salsa de poma, ells mateixos podien seleccionar les combinacions de menjars. Malgrat els aliments van complir la descripció d'acceptabilitat en proves terrestres, el consum en vol fou insuficient i els astronautes van perdre pes com a conseqüència.

### Apollo
Els astronautes del programa Apollo van ser els primers a disposar d'aigua calenta a bord, cosa que va facilitar la rehidratació dels aliments i va millorar-ne el gust. Aquests astronautes també van ser els primers a utilitzar el "spoon bowl", un recipient de plàstic que es podia obrir i menjar-ne el contingut amb una cullera. Els menús a consumir pels astronautes del programa Apollo es van formular a partir d'aliments qualificats per al vol en combinacions que consideraven les preferències i personals dels tripulants i també amb el Consum de Referència Alimentari.

Els menús estaven formats principalment d'aliments deshidratats que es podrien rehidratar abans de menjar, recuperant el gust i textura originals. Els aliments es consumien en una seqüència preestablerta, però es podien complementar amb guarnició que s'envasés de forma accessible individualment.

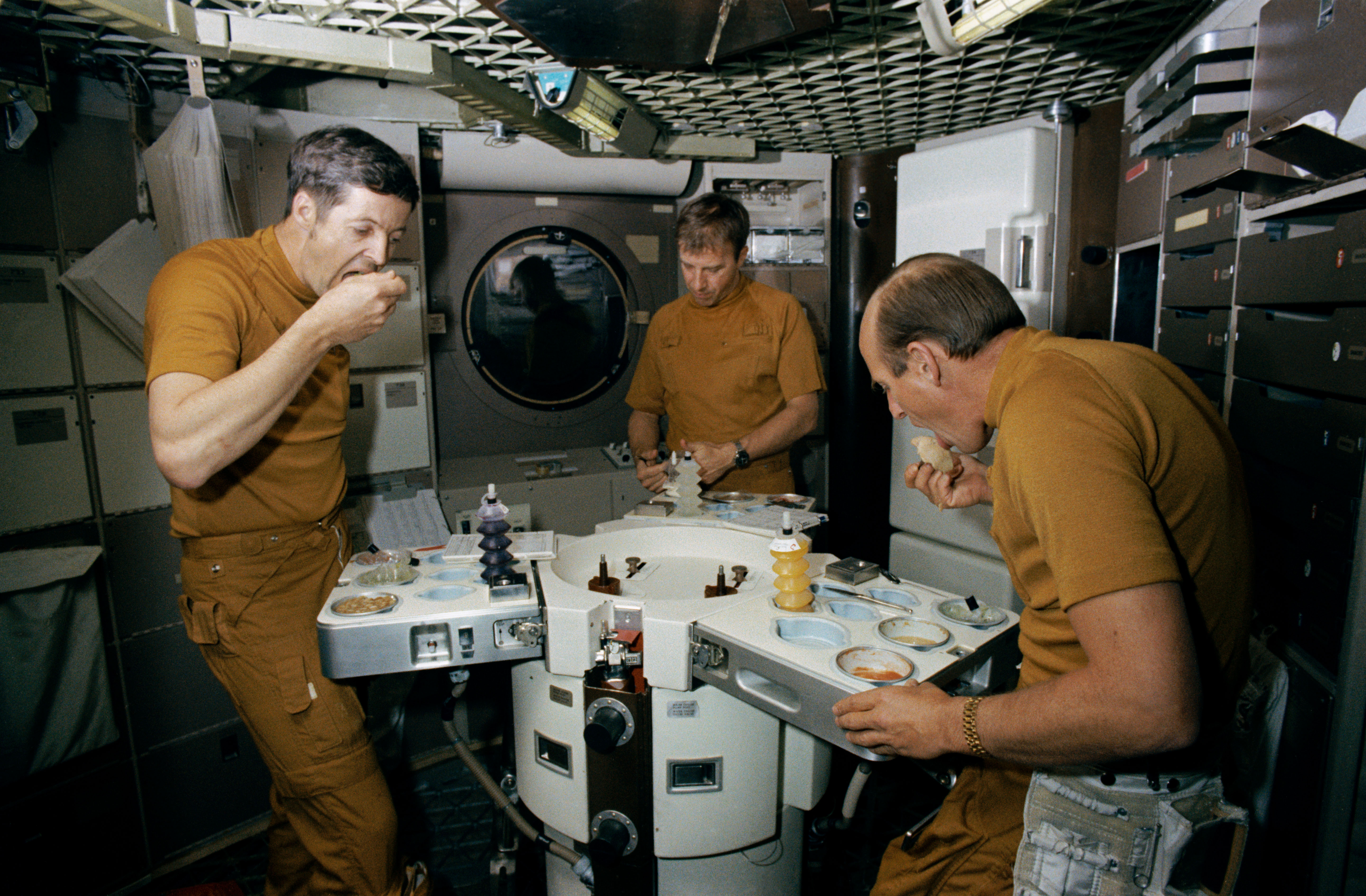
Tres membres de la primera missió tripulada de Skylab menjant. D'esquerra a dreta els astronautes Joseph P. Kerwin, Paul J. Weitz i Charles Conrad Jr.

### Skylab
Skylab (1973-1974), com Gemini, va ser un programa de missions de llarga durada amb la particularitat de ser el primer programa espacial amb un sistema d'alimentació que complia tots els requeriments nutricionals. Les dades obtingudes d'Skylab encara proporcionen la informació nutricional bàsica sobre l'espai.
Al sistema alimentari Skylab hi havia una varietat de 72 aliments per triar, amb un cicle de menú de 6 dies. Skylab va ser la primera missió espacial dels Estats Units a tenir equips bàsics per conservar i consumir menjar com congeladors, neveres i escalfadors d'aliments. Al ganivet, forquilla i cullera convencional que es fan servir a l'hora de consumir l'àpat a la Terra s'afegien unes tisores per tallar segells de plàstic i oberir els aliments empaquetats. Les naus del programa Skylab presentaven una àmplia zona interior on hi havia espai disponible per fer la funció de menjador i una taula. La taula de menjador tenia escalfadors d'aliments integrats amb temporitzadors per a la preparació dels àpats. Els astronautes de Skylab van mantenir la millor aportació nutricional registrada fins ara per als astronautes nord-americans.
Tots els aliments previstos per al programa Skylab es van llançar amb la primera missió, la majoria dels quals es van envasar en llaunes d'alumini per mantenir la vida útil i qualitat durant un període de 2 anys. Es van subministrar suplements vitamínics durant les dues últimes missions per compensar qualsevol defícit que es pogués haver generat a partir de la destrucció per la calor d'alguna vitamina.

## Alimentació espacial a l'actualitat
El sistema alimentari actual a l'espai es basa en el dut a terme a l'Space Shuttle. Els astronautes del transbordador poden menjar un menú estàndard dissenyat tenint com a referència una missió típica del transbordador de 7 dies o poden substituir articles per adaptar-los als seus gustos personals. Els astronautes poden fins i tot dissenyar els seus propis menús per avançat. Però aquests menús dissenyats per astronautes han d'ésser revisats per un dietista per assegurar-se que els astronautes consumeixen un subministrament equilibrat de nutrients.

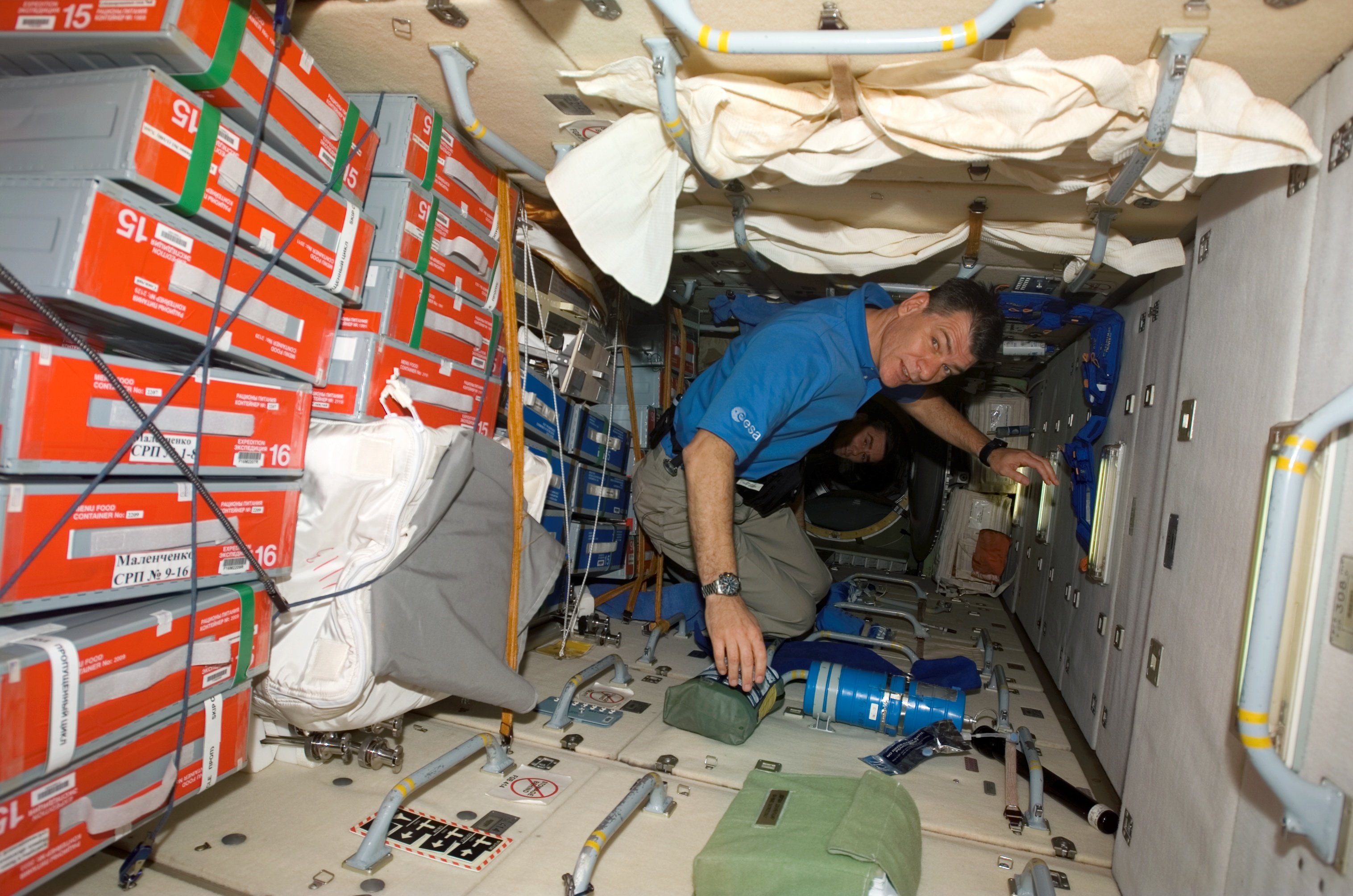
L'astronauta Paolo Nespoli a la ISS amb diverses caixes d'emmagatzematge d'aliments a l'esquerra.

### Estació Espacial Internacional
L'estació espacial internacional es troba a una distància mitjana d'aproximadament 400 quilòmetres de la terra. Això permet que, cada tres mesos, es puguin transportar aliments des de la terra fins allà i repostar aliments.
Els requeriments calòrics es determinen mitjançant la fórmula del Consell Nacional de Recerca per a la taxa metabòlica basal (BEE).
Per a les dones, la taxa metabòlica basal es calcula com:
{\displaystyle BEE=655+(9.6*W)+(1.7*H)-(4.7*A)}
Mentre que, per als homes, es calcula com:
{\displaystyle BEE=66+(13,7*W)+(5*H)-(6,8*A)}
on W és el pes en quilograms, H és l'alçada en centímetres i A és l'edat en anys.

### Space Shuttle
El menú estàndard de la llançadora es repeteix al cap de 7 dies i proporciona a cada membre de la tripulació tres menjars equilibrats, a més d'aperitius. El sistema alimentari Space Shuttle consisteix en 3 subministraments diferents d'aliments, cadascun dissenyat per una situació concreta: menú diari, Safe Haven i Activitat Extravehiculars (EVA). Els tipus d'aliments que mengen els astronautes del Space Shuttle són aliments preparats a la Terra, molts d'ells adquiribles sense cap compliació a les prestatgeries de les botigues de queviures. Les dietes estan dissenyades per subministrar a cada membre de la tripulació de la llançadora els valors recomanats de vitamines, minerals i nutricionals necessaris per treballar a l'entorn espacial.A les estacions espacials es proporcionen nous subministraments cada tres mesos de menjar que s'ha de poder emmagatzemar de manera estable pel període d'un any i mig.
Els aliments triats per al menú diari, el principal dels tres tipus de subministraments disponibles, es van seleccionar en funció de la seva sintonia amb l'alimentació quotidiana, el contingut nutricional i la seva aplicabilitat a l'ús a l'espai. El sistema d'envasat dels aliments del menú diari es basa en contenidors d'un sol ús i disposables. Es van dissenyar cinc mides estàndard d'envàs per adaptar-se a mides habituals dels diferents tipus d'aliments disponibles.
El sistema d'aliments Safe Haven està ideat per mantenir el consum energètic de tots els membres de la tripulació durant 22 dies en condicions d'emergència derivades d'un fracàs a bord. El sistema alimentari Safe Haven és independent dels menús diaris i proporcionarà almenys 2000 calories diàries per persona. Els aliments han de ser estables a la plataforma i no es consumeixen a menys que es produeixi un incident. Consisteix en plats i fruites termoestabilitzats, aliments amb humitat intermèdia i aliments i begudes deshidratats per complir el requisit d'estabilitat. La vida útil de cada aliment d'aquest grup ha de ser d'un mínim de dos anys. Els membres de la tripulació que duguin a terme una activitat EVA dispossaran d'aliments i begudes per suplir la demada energètica corresponent a 8 hores d'activitat.
Els aliments s'envasen i es guarden a safates en armaris aproximadament un mes abans de cada llançament de subministraments. Unes 3 setmanes abans del llançament, es refrigeren els aliments fins que s'instal·len al transbordador entre dos i tres dies abans de l'enlairament. A més dels rebosts, s'empaqueta un armari específic per a aliments frescos i s'instal·la al Shuttle de 18 a 24 hores abans del llançament.

## Tipus de productes
Existeixen diversos tipus d'aliments que es consumeixen a l'espai: aliments rehidratables (R), aliments termoestabilitzats, aliments d'humitat intermèdia (IM), aliments irradiats (I), aliments frescos, aliments amb la seva forma natural (NF) i condiments. Gran part dels aliments estan precuinats o processats, de manera que la majoria no requereixen refrigeració i estan preparats per menjar directament o es poden preparar simplement afegint aigua o escalfant-los, amb excepció de les fruites, verdures.

### Aliments rehidratables (R)

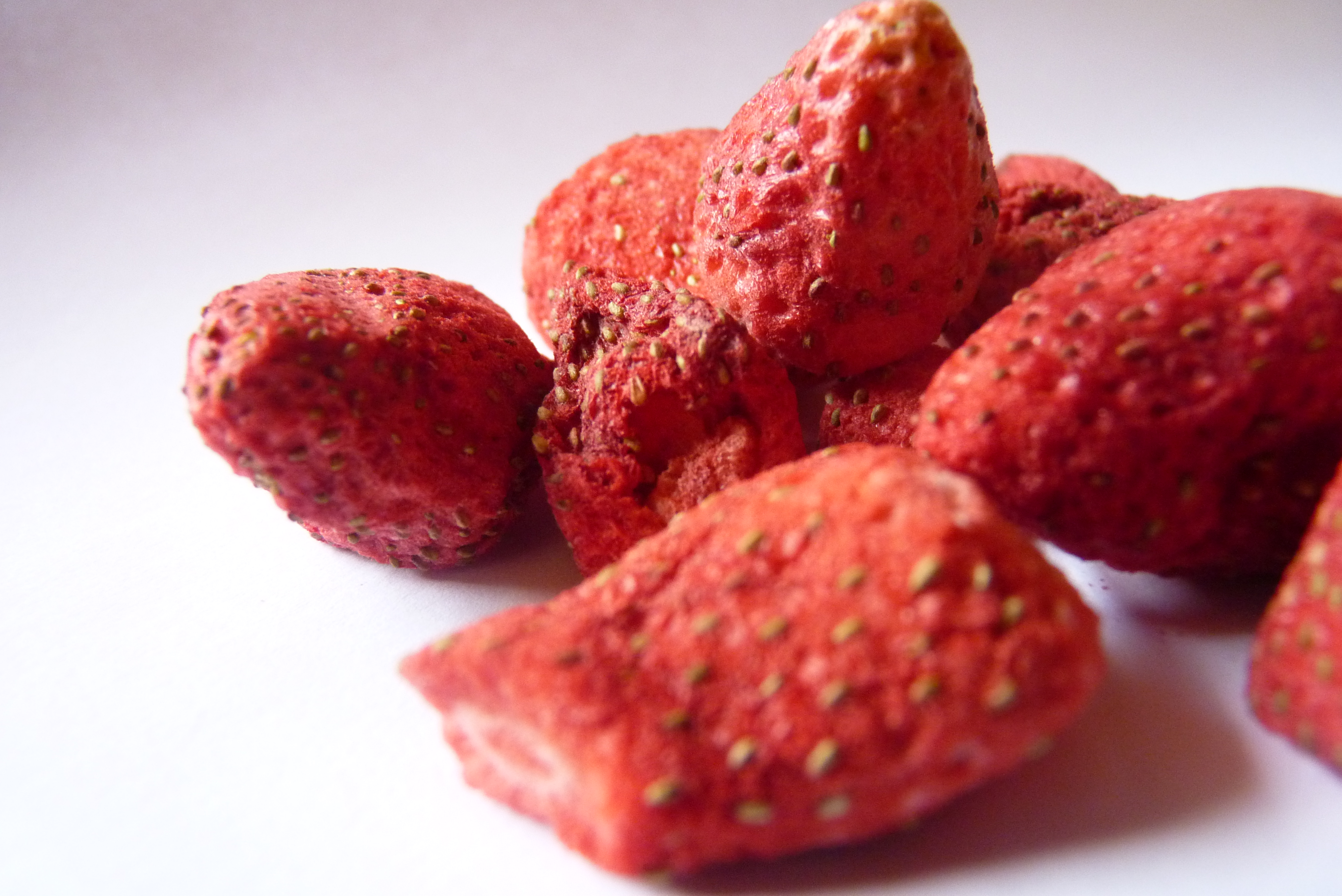
Maduixes liofilitzades per consum a l'espai

Els articles rehidratables inclouen tant aliments com begudes. En aquests, s'elimina l'aigua del producte per facilitar l'emmagatzematge i conservació dels aliments en un procés conegut com a liofilització. Aquesta eliminació d'aigua, a més, permet reduir-ne el pes i el volum. Durant el vol, es torna a afegir aigua als aliments per recuperar les caracterísitques idònies pel consum. Els articles inclouen begudes (te, cafè, suc de taronja) i cereals com la civada. L'aigua que es fa servir per rehidratar pot provenir, entre d'altres fonts, de les piles d'hidrogen que combinen oxigen i hidrogen per generar electricitat i aigua.
Els aliments rehidratables envasats inclouen sopes com el consomé de pollastre i crema de bolets, cassoles com macarrons amb formatge i pollastre amb arròs, aperitius com còctels de gambes i esmorzars a base d'ous remenats i cereals. Els cereals es preparen envasant el cereal en un paquet rehidratable amb llet seca i sucre sense greix, afegint aigua al paquet just abans de menjar es rehidrata la llet donant lloc a cereals amb llet en el format que es consumeix habitualment a la Terra.

### Aliments termoestabilitzats
Els aliments termoestabilitzats són aliments processats tèrmicament amb l'objectiu de destruir microorganismes i enzims nocius i així després poder emmagatzemar-los a temperatura ambient. La majoria de les fruites i els peixos, com la tonyina i el salmó, estan processats d'aquest a manera i es subministren als tripulants en llaunes. Les llaunes presenten tapes de fàcil obertura per evitar lesions. Altres aliments termoestabilitzats com els púdings s'envasen en gots de plàstic, mentre que la majoria dels entrants s'envasen en bosses flexibles de plàstic o alumini.
Dins aquesta categoria d'aliments s'inclouen productes com vedella amb bolets, tomàquets i albergínies, ales de pollastre i pernil. Després d'escalfar les bosses a tempertaura de consum, es tallen amb unes tisores. Aquests aliments estan dissenyats per menjar-se directament dels envasos tot fent servir estris convencionals. Les racions individuals d'aliments termoestabilitzats estan disponibles comercialment en llaunes d'alumini o bimetàl·liques, gots de plàstic o en bosses flexibles.

### Aliments d'humitat intermedia (IM)
Els aliments d'humitat intermèdia es conserven restringint la quantitat d'aigua disponible dins un producte per al creixement microbià, tot conservant l'aigua suficient per donar una textura suau i poder-se menjar sense cap preparació o procés addicional. L'aigua s'elimina o es restringeix la seva activitat amb una substància d'unió a l'aigua com el sucre o la sal, métode de conservació que s'utilitza a la Terra per aliments com el bacallà. Els aliments amb humitat intermèdia tenen presència d'aigua, però aquesta està químicament lligada al sucre o a la sal i, per tant, no es troba disponible per donar suport al creixement microbià. Els préssecs secs, les peres i els albercocs i la vedella seca són exemples d'aquest tipus d'aliments.

### Aliments irradiats (I)
La majoria dels bistecs bovins es couen i s'envasen en bosses de paper d'alumini flexibles i s'esterilitzen mitjançant l'administració de radiacions ionitzants perquè es puguin mantenir a temperatura ambient.

### Aliments frescos

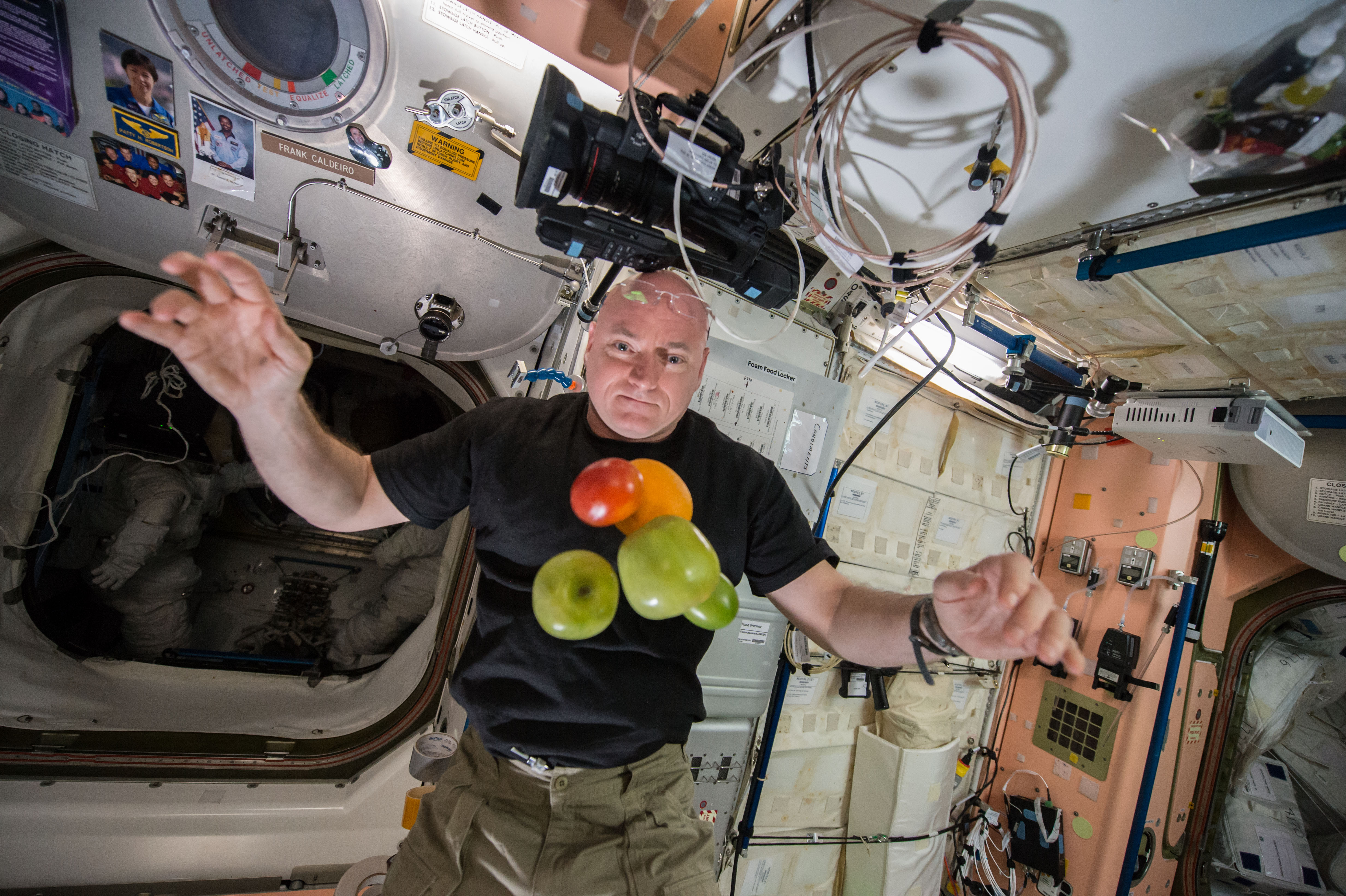
L'astronauta de la NASA Scott Kelly gaudint de fruites i verdures fresques portades a l'estació espacial internacional per la sonda russa Progress 60.

Els aliments frescos, les fruites i verdures, sovint arriben a la nau junt amb nous membres de la tripulació i son guardats al consigna d'aliments frescos. Una de les principals preocupacions dels astronautes de la ISS és que no poden tenir una nevera a bord per conservar menjar fresc, ja que no hi ha espai. Sense refrigeració, gran part d'aquests aliments s'haurien de consumir durant els dos primers dies del vol ja que, del contrari, es farien malbé. Per aquest motiu els aliments congelats inclouen la majoria de verdures i postres, mentre els aliments refrigerats inclouen fruites i verdures fresques, a més d'aliments que es mantenen en condicions consumibles refrigerats per llargs períodes.
Per complementar la dieta dels astronautes, l'ISS ha de rebre subministraments d'aliments frescos mitjançant vols espacials de càrrega sense tripulació, com les naus de subministrament US Dragon i Cygnus i Russian Progress.
Tot i que les primeres plantes cultivades i menjades a l'espai van ser cebes el 1975 pels cosmonautes Klimuk i Sevastianov, avui en dia, els astronautes mengen principalment aliments liofilitzats o en conserva, ja que portar o produir aliments frescos en condicions espacials és un repte per diversos motius.
S'han provat diversos tipus de vegetals com a possibles candidats a la producció d'aliments a l'espai. En destaquen els cereals, les fruites, els tubercles i les hortalisses de fulla. Els principals criteris de selecció d'aquestes espècies van ser la seva adaptabilitat en funció de les restriccions ambientals. És a dir, la mida de les plantes i els requisits de llum, així com el valor nutritiu, es consideren aspectes fonamentals per a la selecció de cultius.
Els alts valors nutricionals i les taxes de creixement ràpides fan que els brots herbacis, com la soja, l'alfals, el bròquil i la Eruca sativa, siguin una interessant opció per oferir aliments frescos d'alta qualitat als astronautes.

### Aliments amb la seva forma natural (NF)
Els aliments consumits en la forma natural a l'espai inclouen fruits secs i galetes, productes que presenten poca aigua disponible pel creixement de microorganismes sense cap tractament addicional. L'envasat està dissenyat per al consum directe i no requereixen processament addicional per al consum durant en vol.

### Condiments
Els condiments inclouen bosses individuals de quètxup, mostassa, maionesa, salsa per tacos, salsa de pebre picant i molts altres que es troben envasades comercialment. Pels consiments sòlids com la sal i el pebre, els astronautes compten amb ampolles que contenen els contenen en format líquid: el pebre es suspèn en oli i la sal es dissol en aigua. Si no estiguessin en suspensió la sal i el pebre simplement flotarien genrant el perill que poguessin obstruir els conductes d'aire, contaminar l'equip o quedar-se atrapat als ulls, la boca o el nas d'un astronauta provocant irritació de les mucoses.

## Envasat
El pes i el volum sempre han estat els principals factors de disseny de cada llançadora i equip que s'ha enviat a l'espai, aquest factor també es té molt present a l'hora de d'envasar el menjar. Els aliments s'empaquete individualment i s'emmagatzemen de manera compacta per disminuir el volum que ocupen. Estan ideats per facilitar la manipulació a la gravetat zero de l'espai.
Les racions individuals d'aliments termoestabilitzats estan disponibles en llaunes d'alumini o bimetàl·liques, gots de plàstic o en bosses flexibles. La majoria de les fruites i peixos com la tonyina i el salmó es troben en llaunes de fàcil d'obertura. Els budins s'envasen en gots de plàstic, mentre que la majoria d'entrants i plats principals s'envasen en bosses flexibles, ja sigui d'alumini o de plàstic.La majoria d'envasos son flexibles buscant facilitar la compressió de les escombraries reduint el volum dels residus.
En les missions del programa Skylab, els aliments congelats, que necessitaven escalfament, i alguns dels articles termoestabilitzats s'envasaven en llaunes d'alumini amb una membrana sota la tapa per evitar l'abocament durant la calefacció i facilitar l'obertura en microgravetat.

## Àpats a l'espai

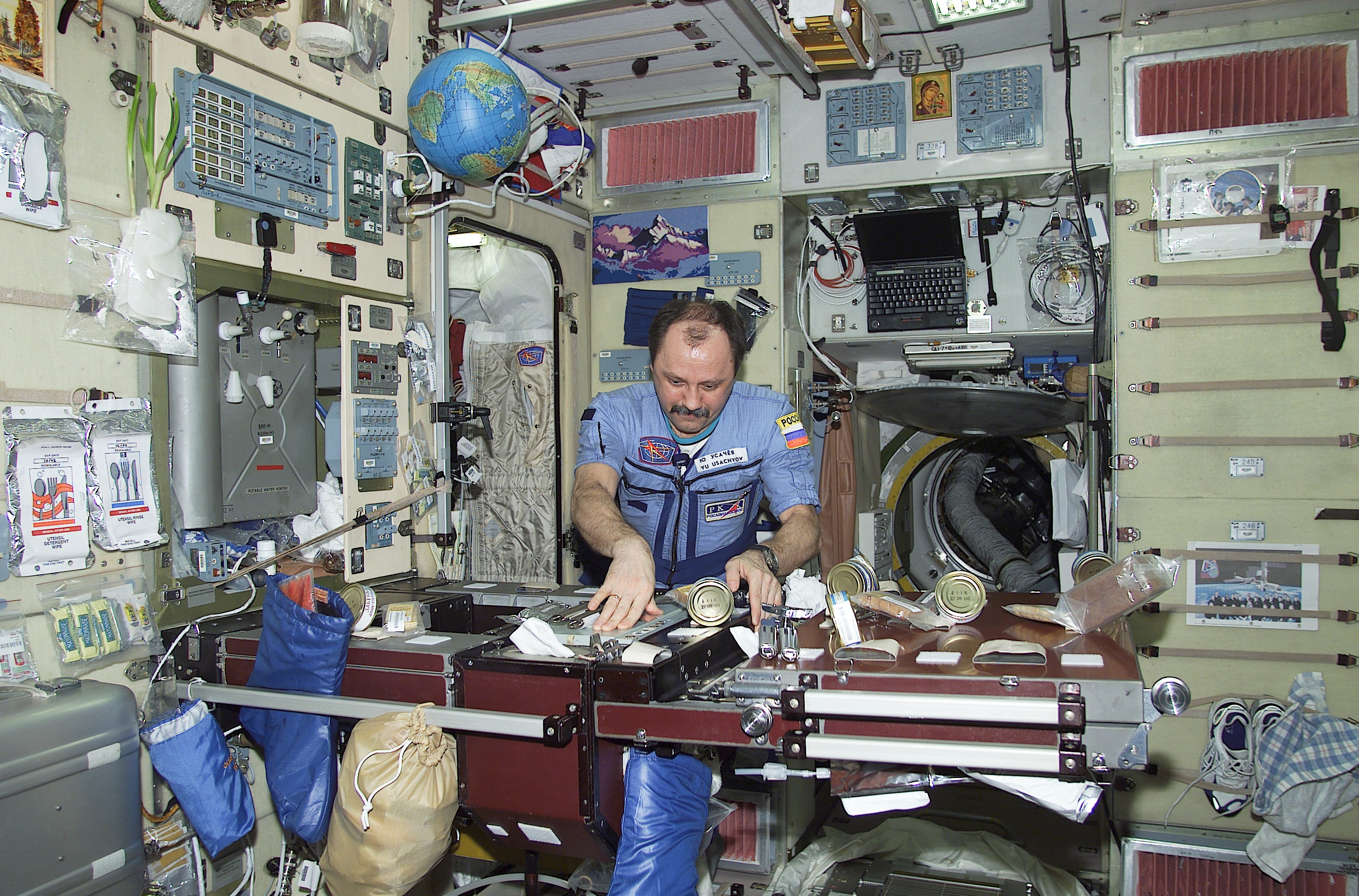
Astronauta Yury V.Usachev organitzant el menjat al moduls de servei Zvezda de la ISS. A l'esquerra es mostra el dispensador d'aigua per rehidratar el mejar i el forn per escalfar els àpats.

El menú de l'Estació Espacial Internacional inclou més de 100 articles. Els astronautes escullen els seus menús diaris abans d'entrar a la llançadora. Hi ha tres àpats al dia, a més d'aperitius que es poden menjar en qualsevol moment. Es proporcionen escalfadors o forns específics perquè els aliments assoleixin la temperatura adequada de consum. Durant la missió, els membres de la tripulació omplen un qüestionari informàtic per informar dels aliments que han menjat. A partir d'aquests qüestionaris i les suggerències dels astronautes, els experts a terra els aconsellen sobre possibles modificacions per millorar la seva dieta si és necessari.
La cuina consisteix en una unitat modular que conté un dispensador d'aigua, un forn i una taula. El dispensador d'aigua es fa servir per rehidratar aliments i begudes, i el forn per calentar aliments a la temperatura adequada per consumir. A la ISS no tenen microones pel que fan servir un forn de convecció d'aire que pot escalfar aliments i begudes per conducció amb una placa calenta o per convecció forçada. Aquest escalfador té forma rectangular i s'obre com un maletí on es poden posar els aliments directament envasats subjectats per tires elàstiques sobre una superfície plana metàl·lica. Un cop el menjar està dins, es tanca i s'encén. El temps d'espera depèn de l'aliment i oscil·la entre 20 i 30 minuts. Per preparar aliments deshidratats es necessita aigua calenta, la quantitat de la qual, així com el temps necessaris per preparar l'àpat venen indicats a l'envàs. Les bosses s'obren tallant-les amb unes tisores i els aliments es mengen directament dels contenidors amb estris convencionals.

## Nous projectes

### El Projecte MELiSSA
A l'espai, la supervivència dels astronautes requereix grans quantitats d'oxigen, aigua i aliment. Tot aquest material és car i ocupa molt volum, fet que en dificulta el transport. Per a missions futures, més enllà de l'òrbita terrestre baixa, no serà segur confiar només en el subministrament de la Terra ja que el la durada d'aquestes i el temps perquè els aliments hi arribin es veurà incrementada. Els programes d'investigació com el MELiSSA (Micro-Ecological Life Support System Alternative) tenen l'objectiu de crear cambres de creixement a l'espai per contribuir al suport vital dels astronautes mitjançant el subministrament d'aigua, aire i aliments per a viatges espacials llargs.
MELiSSA és el projecte europeu d'un sistema de suport de vida circular, sense necessitat de subministraments aliens al sistema. Es va establir per obtenir coneixements sobre sistemes auto-regeneratius, amb l'objectiu de tenir el màxim grau d'autonomia i produir aliments, aigua i oxigen a partir dels residus que es vagin produint durant la missió com el diòxid de carboni.
L'objectiu del Projecte MELiSSA és desenvolupar un sistema tancat, inspirat en l'ecosistema de la Terra, amb l'objectiu de reproduir les seves funcions principals amb una massa i volums reduïts, millor rendiment, i en condicions de seguretat. A MELiSSA, els compartiments fotosintètics i, en especial, el fotobioreactor són els responsables de la producció d'oxigen, que té l'objectiu de produir la biomassa comestible anomenada espirulina.

### Presència humana a Mart
En previsió que algun dia arribessin humans a Mart, la NASA ha començat a buscar llocs adequats per l'aterratge. L'agència està buscant ubicacions d'alt valor científic que també proporcionin recursos per permetre als exploradors humans aterrar, viure i treballar a Mart. Mart es troba entre 54,5 i 402 milions de quilòmetres de la Terra. L'enviament de menjar i altres subministraments a un equip allà trigaria més de 26 mesos, més temps del que els productes alimentaris espacials actuals estan dissenyats per durar. Per tant, enviar menjar a Mart és realment complicat. Però hi ha una gran quantitat d'investigacions per fer front a aquests reptes.
Un d'aquest projectes és el HI-SEAS. HI-SEAS (Hawai’i Space Exploration Analog and Simulation) és un hàbitat en un lloc aïllat semblant a Mart a l'illa de Hawaii. El propòsit de la primera missió de HI-SEAS era abordar els riscos associats a un sistema alimentari inadequat. L'objectiu general de la campanya era comparar els costos dels recursos i els beneficis nutricionals i psicosocials de dos sistemes alimentaris proposats per a missions espacials a llarg termini: els aliments “instantanis” preenvasats i els aliments preparats per la tripulació a partir d'ingredients estables i envasats a granel. L'estudi dietètic va fer un seguiment de la satisfacció de la tripulació amb la seva dieta. L'estudi d'utilització de recursos va fer un seguiment de l'ús de la tripulació d'energia, aigua, menjar i subministraments durant la missió.
Al primer pis de l'Hàbitat on es duu a terme l'HI-SEAS hi ha una sala plena de contenidors gegants amb el menjar on gairebé tot són aliments deshidratats. Hi ha prou menjar per durar molt de temps i tot està en pols, deshidratat o empaquetat al buit.